# Lâu đài Starý
Lâu đài Starý, hay Lâu đài cổ (tiếng Slovakia: Starý hrad; tên gọi khác là Starhrad, Lâu đài Varín, Varín; các tên khác được ghi chép trong lịch sử là Warna, Varna, Owar, Owaar, Starigrad) là tàn tích của một lâu đài nằm ở độ cao 475 mét so với mực nước biển, tọa lạc ở làng Nezbudská Lúčka, vùng Žilina, Slovakia. Lâu đài này nằm gần lâu đài Strečno, nhưng ở bên bờ đối diện của sông Váh.
Ngày 6 tháng 4 năm 2017, công trình này được ghi danh vào Danh sách Di tích Trung ương theo quyết định của Bộ Văn hóa Cộng hòa Slovakia. Năm 2017, theo Nghị quyết của Chủ tịch Hội đồng Quốc gia Slovakia, lâu đài được công nhận là di tích văn hóa quốc gia.

## Lịch sử
Lâu đài được xây dựng để bảo vệ con đường dẫn đến vùng Považie. Lâu đài thuộc về điền trang Varín nên ban đầu được gọi là Varín. Các nhà sử học ước tính lâu đài được xây dựng trước năm 1235. Tên gọi "Starý" (nghĩa là "Cổ") chỉ được đặt sau khi xây dựng lâu đài Strečno. Phần lâu đời nhất của lâu đài này là tháp lánh nạn, có thể được xây dựng vào thế kỷ 13.
Lâu đài được xây dựng thuận theo địa hình nên có hình dạng thuôn dài. Điểm cao nhất của lâu đài là một tòa tháp có mặt bằng hình móng ngựa. Vào nửa sau thế kỷ 15, gia tộc Pongrác xây thêm một cung điện nhiều tầng theo phong cách kiến trúc Gothic bên trong lâu đài. Ở phía đông của tòa tháp, gia tộc này còn xây dựng nhà ở cho quân đồn trú và các công trình phụ nhằm tạo một hệ thống phòng thủ tiên tiến cho lâu đài.

## Hình ảnh

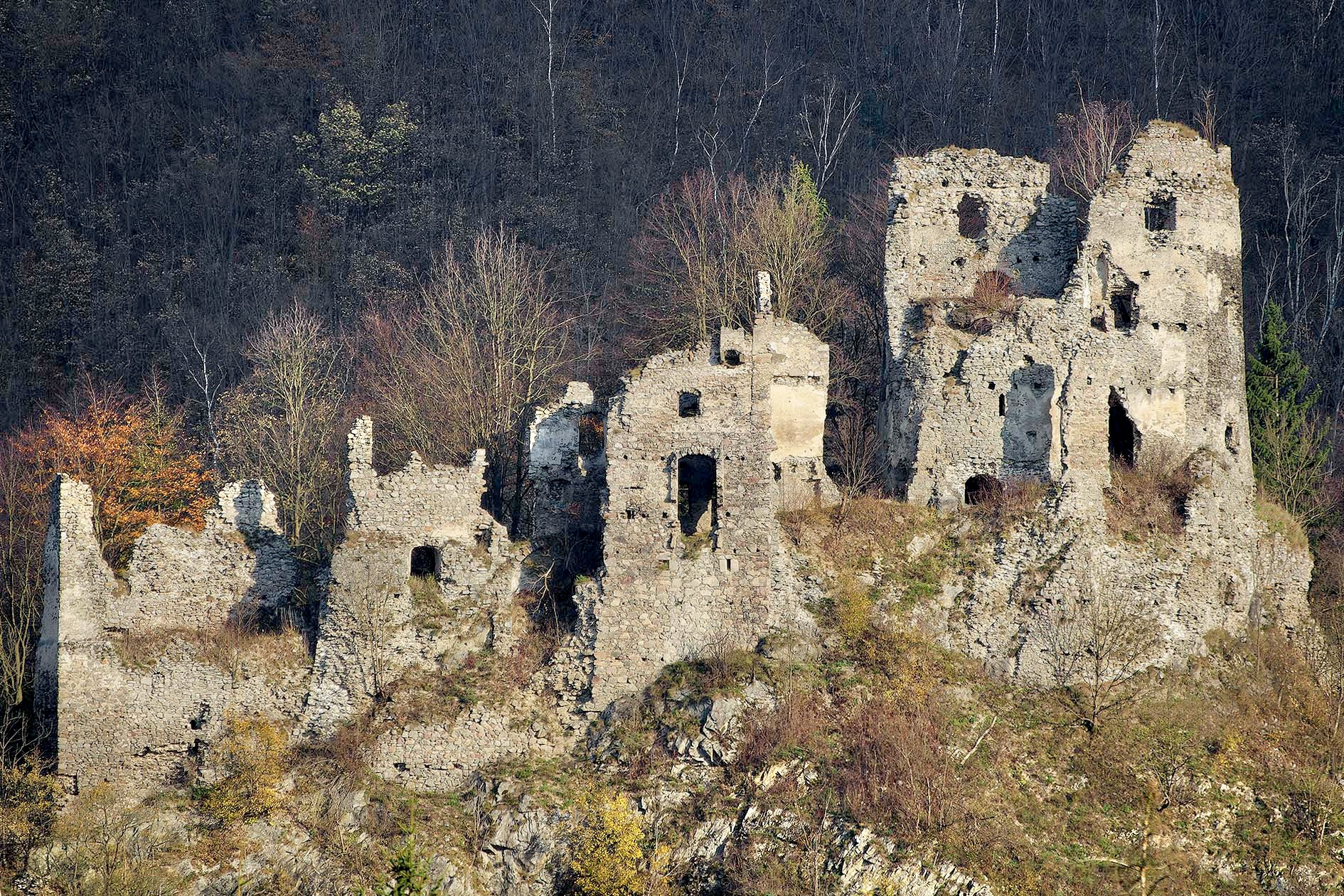
Toàn cảnh (2014)
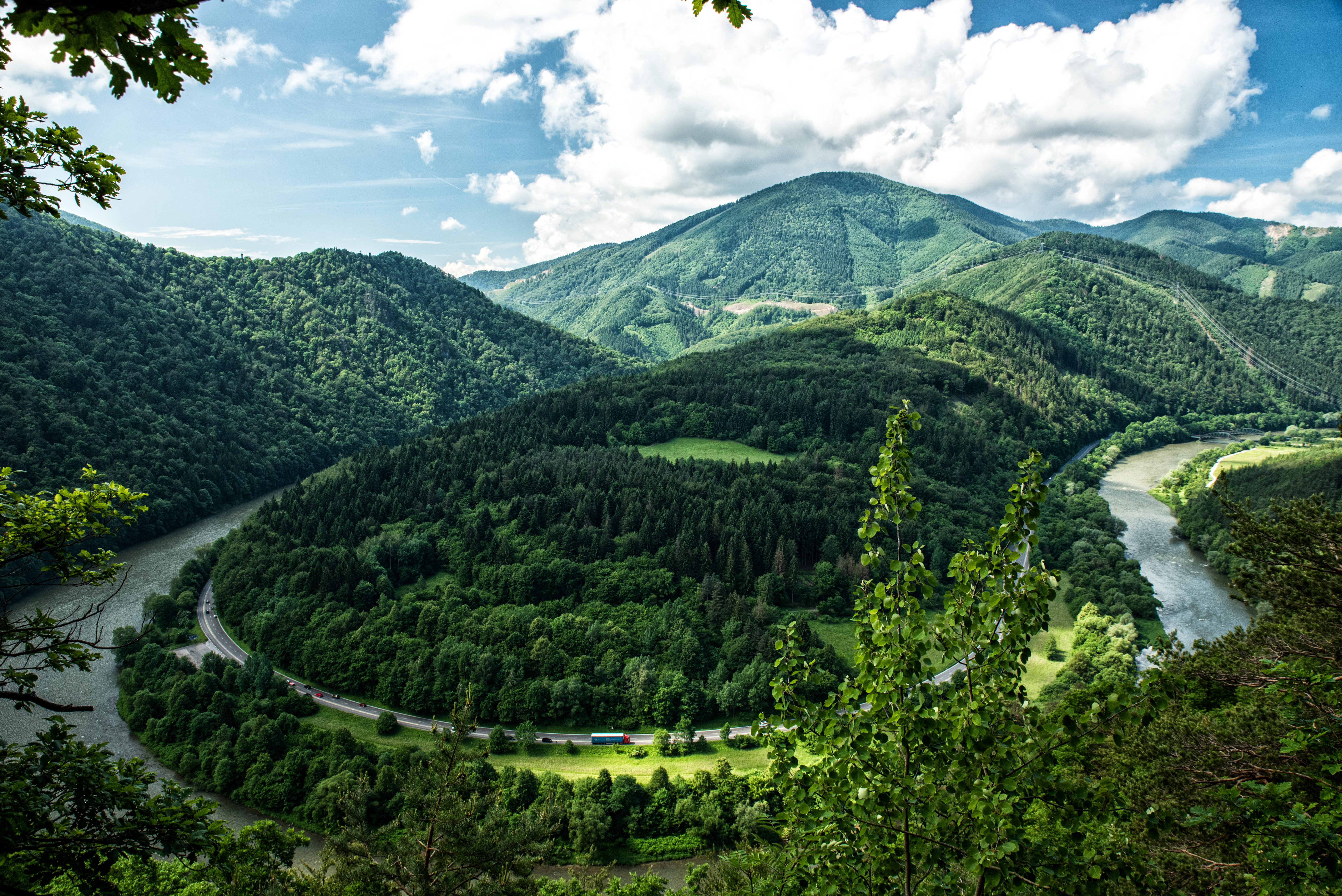
Quang cảnh xung quanh lâu đài (2016)
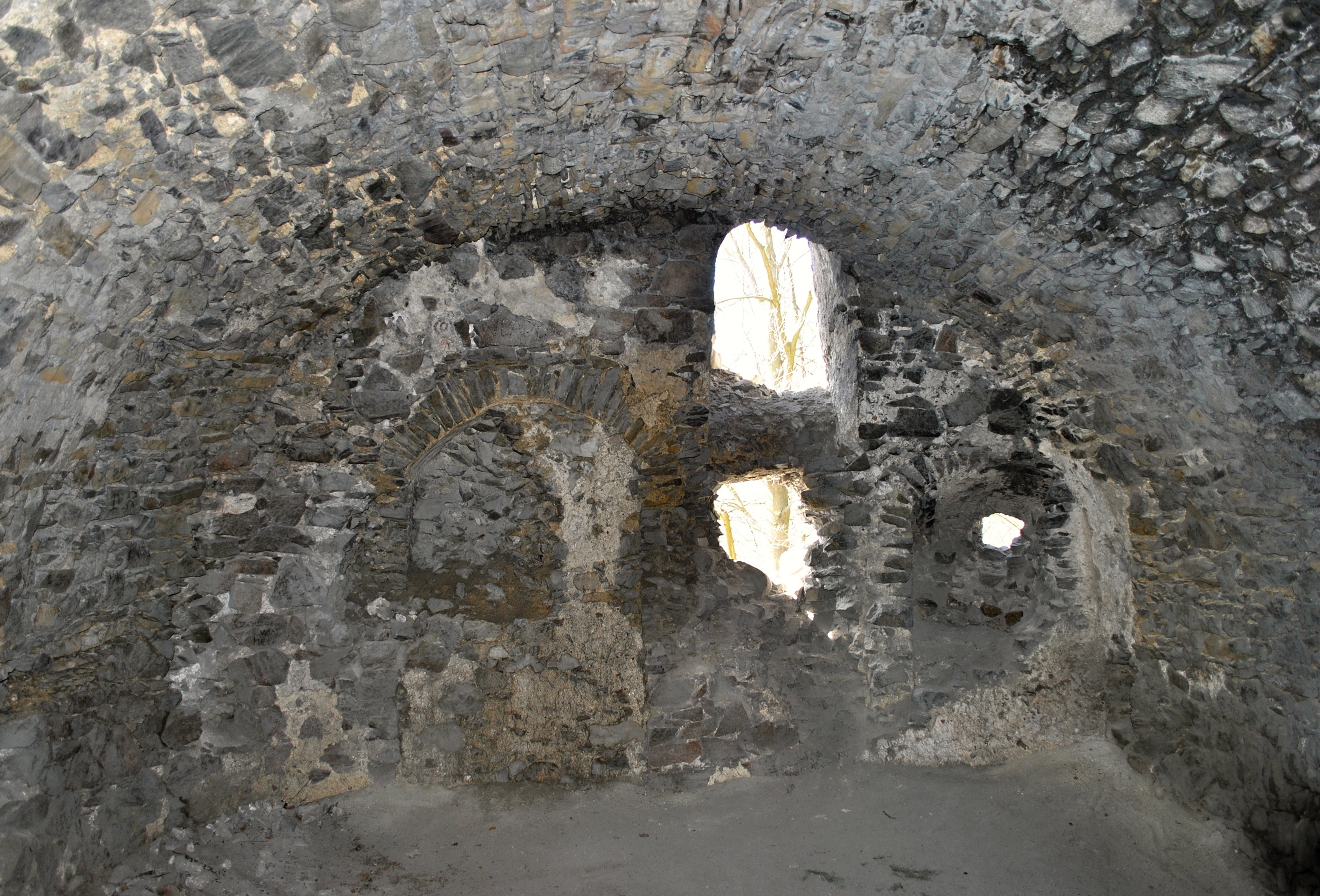
Bên trong lâu đài (2016)